# Bolero moruno
El bolero moruno es un subgénero del Bolero. 
Como adjetivo, moruno hace alusión al elemento “moro” , u originario de la antigua  Mauritania.  Su ejecución viene caracterizada por una especie de “vuelta a los orígenes”, fundamentada en el uso de melodías similares a las usadas en la música andaluza. 
Este “retorno” no implica una vuelta  a la forma de compás ternario propia del bolero español. El bolero moruno mantiene su compás binario pero mostrando un cierto color “aflamencado”, por el aporte de melodías relacionadas con la música árabe.
El bolero moruno llegó a alcanzar cierta popularidad y se mantuvo siempre apegado a la fusión de los elementos hispanos y  afrocubanos que condicionaron su aparición a finales del siglo XIX